# Empresa Eléctrica de Coquimbo
La Empresa Eléctrica de Coquimbo, también conocida por su sigla EMEC, era una compañía eléctrica chilena que prestaba servicios en las regiones de Coquimbo y Valparaíso. En 1999 es adquirida mayoritariamente por la Compañía General de Electricidad, y en 2004 se fusiona con la Compañía Nacional de Fuerza Eléctrica (CONAFE).

## Historia
Los orígenes de EMEC se remontan a 1897, cuando se crea la Compañía de Luz de Coquimbo, considerada la primera empresa de la zona en proveer electricidad en la zona. En 1918 dicha compañía es adquirida por la Sociedad Adolfo Floto y Compañía Ltda., quienes también poseían una fábrica embotelladora de cerveza y bebidas en el centro de La Serena, y que poseía una concesión de alumbrado eléctrico desde el 20 de junio de 1912.
En 1950, ENDESA adquiere la totalidad de las instalaciones eléctricas de la Compañía de Luz de Coquimbo. Treinta años más tarde, en 1980, se crea oficialmente la Empresa Eléctrica de Coquimbo Ltda. (EMEC) y la Empresa Eléctrica de La Ligua Ltda. (EMELIG). En 1986 ambas empresas se fusionan y se constituye la sociedad anónima Empresa Eléctrica de Coquimbo S.A.
En 1993 la sociedad anónima cambia su nombre a Empresa Eléctrica EMEC S.A., mientras que en 1999 la Compañía General de Electricidad (CGE) adquiere el 75,77% de las acciones de la empresa eléctrica. Tres años más tarde, CGE transfirió a su filial CONAFE el 99,39% de las acciones de EMEC.
El 27 de enero de 2004, una junta extraordinaria de accionistas acordó la fusión de CONAFE con EMEC, la cual se concretó el 1 de abril del mismo año, con lo que todos los bienes y servicios que prestaba EMEC pasaron a manos de la empresa con sede en Viña del Mar. Al momento de la fusión, EMEC prestaba servicios en una comuna de la Provincia de Huasco en la región de Atacama, las 15 comunas de la región de Coquimbo y seis comunas de la Provincia de Petorca en la región de Valparaíso.